# Klipptapakul
Klipptapakul (Scytalopus petrophilus) är en fågel i familjen tapakuler inom ordningen tättingar.

## Utseende och läte
Klipptapakulen är en liten tapakul med kort stjärt som ofta hålls rest. Fjäderdräkten är mestadels grå med bruna och roströda streck på buk och undergump. Sången består av en utdragen och upprepad serie med "chip-chip-chip".

## Utbredning och systematik
Arten förekommer i centrala och södra Minas Gerais i Brasilien. Den behandlas som monotypisk, det vill säga att den inte delas in i några underarter.

## Levnadssätt
Klipptapakulen bebor klippiga och buskiga områden på hög höjd. Där födosöker den genom att hoppa runt på marken.

## Status
Arten har ett stort utbredningsområde och beståndet anses vara stabilt. Internationella naturvårdsunionen IUCN listar den därför som livskraftig (LC).